# 圣古埃诺
圣古埃诺（法語：Saint-Gouéno，法語發音：[sɛ̃ ɡweno]）是法国阿摩尔滨海省的一个旧市镇的一个旧市镇，属于迪南区。2016年1月1日，圣古埃诺和相邻的另外6个市镇合并为新市镇勒默内，新市镇属于圣布里厄区。

## 地理
圣古埃诺（48°16'3"N, 2°34'7"W）面积20.08 平方千米，位于法国布列塔尼大區阿摩尔滨海省，该省份为法国西北部沿海省份，位于布列塔尼半岛北部，北濒大西洋英吉利海峡，西接菲尼斯泰尔省，南至莫尔比昂省，东临伊勒-维莱讷省。
与圣古埃诺接壤的市镇（或旧市镇、城区）包括：勒默内、普莱萨拉、圣吉勒迪默内、圣格朗、圣雅屈迪默内、特雷布里。
圣古埃诺的时区为UTC+01:00、UTC+02:00（夏令时）。

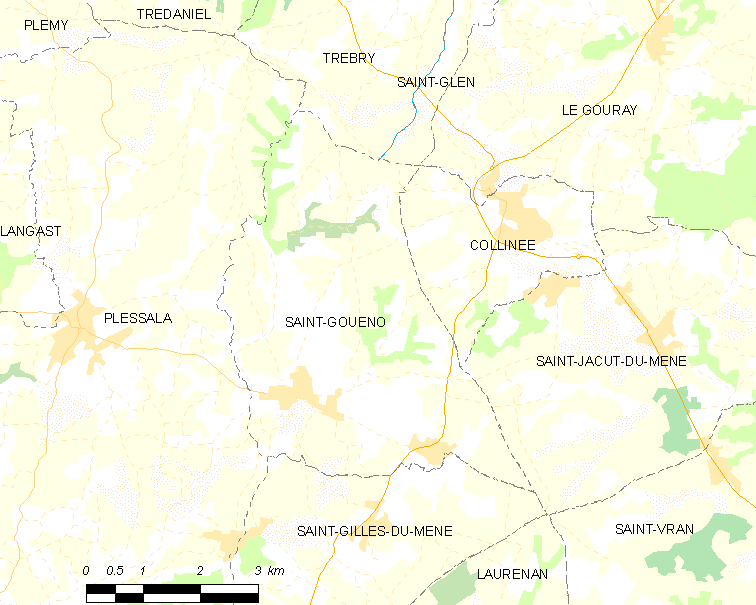
圣古埃诺的OSM定位图

## 行政
圣古埃诺的邮政编码为22330，INSEE市镇编码为22297。

## 政治
圣古埃诺所属的省级选区为普莱内瑞贡县。

## 人口

1962-2008年间圣古埃诺人口变化图示

圣古埃诺于2018年1月1日时的人口数量为685人。